# 村上海人
村上 海人（むらかみ かいと、1990年1月2日 - ）は、日本の打楽器奏者・ドラマー。

## 経歴

### 大学進学前
神奈川県横浜市磯子区出身。小学校時代に地域の鼓笛隊に入り太鼓を始める。中学校入学後は吹奏楽部に入部し、パーカッションを担当。当時はシャイな性格だったが、パーカッションによって自分を表現することができたという。3年生からは本格的にドラムを始め、吹奏楽の強豪、横浜市立みなと総合高等学校に入学。その後も次第にパーカッションやドラムの世界に魅了されていき、昭和音楽大学に進学。

### 大学進学後
大学では長岡敬二郎に師事し、音楽専攻科を修了。その後は岡部洋一、坂東慧、佐藤寛之、エリック・マリエンサルなどのアーティストらと共演・セッション・レコーディングを行う一方、自ら作曲や編曲も行うようになる。2019年に1stアルバム「Soul of the Sea」がリリースされ、iTunes台湾インストアルバムチャートにおいて第2位を記録した。また、NPO法人「ドレミの仲間」にて障がいを持つ人々の支援活動も行っている。

## 人物
- 好きなアーティストは同郷であるゆず。